# Bafétimbi Gomis
Bafétimbi "Bafé" Gomis (La Seyne-sur-Mer, França, 8 de juny de 1985) és un futbolista francès. Juga de davanter.
Ha jugat a l'Olympique de Lió de la Ligue 1 francesa i al Swansea City.